# Parc du Bassin-Bonsecours
Le parc du bassin-Bonsecours est un parc dans le Vieux-Port de Montréal, établie en 1991-1992. Le déblaiement partiel du bassin permet de redécouvrir les contours des quais et de créer une île qui intègre les vestiges de la jetée centrale autrefois liée à un silo. En hiver, le bassin sert de patinoire public. En été, l'étang dispose de pédalos.
Son pavillon est conçu par Cardinal, Hardy et associés. Le parc abrite la Grande roue de Montréal depuis 2017.

## Ancien quai de Bonsecours

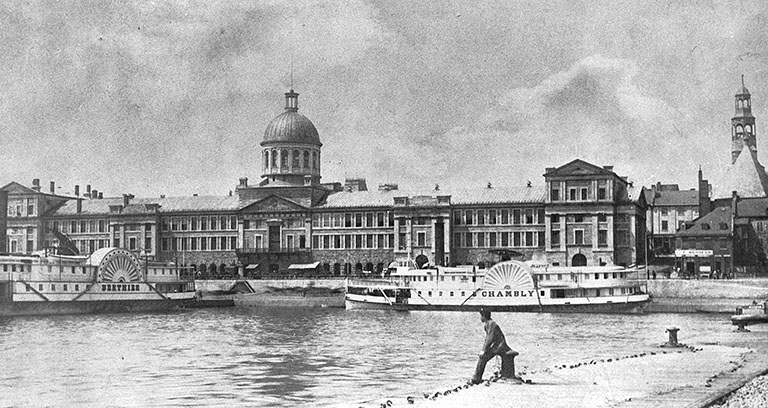
Le quai de Marché Bonsecours, vers 1870
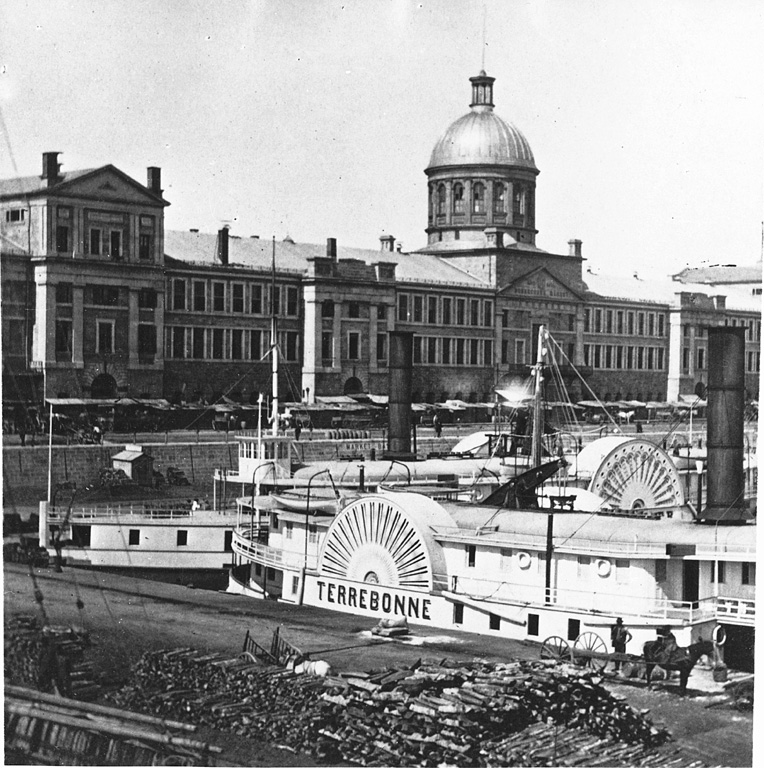
Vers 1875